# Tom Stern
Thomas Evans Stern (né le 16 décembre 1946 à Palo Alto, Californie) est un directeur de la photographie américain. Il est connu surtout grâce à son travail auprès de Clint Eastwood avec lequel il devient chef-opérateur pour Créance de sang.

## Filmographie
- 1993 : Un monde parfait : Chef opérateur
- 2002 : Créance de sang (Blood Work) de Clint Eastwood
- 2003 : Mystic River de Clint Eastwood
- 2004 : Bobby Jones, naissance d'une légende (Bobby Jones: Stroke of Genius) de Rowdy Herrington
- 2004 : Million Dollar Baby de Clint Eastwood
- 2005 : L'Exorcisme d'Emily Rose (The Exorcism of Emily Rose) de Scott Derrickson
- 2006 : Romance and Cigarettes de John Turturro
- 2006 : Last Kiss de Tony Goldwyn
- 2006 : Mémoires de nos pères (Flags of Our Fathers) de Clint Eastwood
- 2006 : Lettres d'Iwo Jima (Letters from Iwo Jima) de Clint Eastwood
- 2007 : Rails and Ties de Alison Eastwood
- 2007 : Things We Lost in the Fire (en) de Adam Davenport
- 2008 : L'Échange (Changeling) de Clint Eastwood
- 2008 : Faubourg 36 de Christophe Barratier
- 2009 : Gran Torino de Clint Eastwood
- 2009 :  Tenderness de John Polson
- 2009 : Tsar de Pavel Lounguine
- 2009 : Invictus de Clint Eastwood
- 2010 : Au-delà (Hereafter) de Clint Eastwood
- 2010 : Nuit blanche de Frédéric Jardin
- 2011 : J. Edgar de Clint Eastwood
- 2012 : Hunger Games de Gary Ross
- 2012 : Une nouvelle chance (Trouble with the Curve) de Robert Lorenz
- 2014 : Jersey Boys (Jersey Boys) de Clint Eastwood
- 2015 : American Sniper de Clint Eastwood
- 2016 : Sully de Clint Eastwood
- 2018 : Le 15h17 pour Paris (The 15:17 to Paris) de Clint Eastwood
- 2018 : En eaux troubles (The Meg) de Jon Turteltaub
- 2021 : Ice Road (The Ice Road) de Jonathan Hensleigh
- 2023 : Luther : Soleil déchu (Luther: The Fallen Sun) de Jamie Payne
- 2023 : The Last Voyage of the Demeter d'André Øvredal
- 2023 : In the Land of Saints and Sinners de Robert Lorenz
- 2025 : Ice Road: Vengeance de Jonathan Hensleigh

## Récompenses
- 2003 : Prix Vulcain de l'artiste technicien
- 2008 : nommé pour les Oscars du cinéma dans la catégorie meilleure photographie pour L'Échange ;
- 2009 : nommé pour le César de la meilleure photographie pour Faubourg 36.